# Aldana
Aldana – miasto w Kolumbii, w departamencie Nariño.